# 1981 في فنزويلا
فيما يلي قوائم الأحداث التي وقعت خلال عام 1981 في فنزويلا.

## رياضة
- 1 يناير – الدوري الفنزويلي الممتاز 1981 الفائز ديبورتيفو تاشيرا.

## مواليد

### يناير
- 3 يناير – انجي غونزاليس دراجة فنزويلية.
- 25 يناير – أندرسون ماتشادو لاعب كرة قاعدة فنزويلي.
- 25 يناير – كارلوس لونا لاعب كرة طائرة فنزويلي.

### فبراير
- 19 فبراير – ميغل ميا فيتالي لاعب كرة قدم فنزويلي.
- 20 فبراير – فرانكلين لوتشينا لاعب كرة قدم فنزويلي.
- 20 فبراير – ماجاندرا ديلفينو

### مارس
- 6 مارس – رونالد غونزاليس درّاج طريق فنزويلي.
- 7 مارس – جان بييرو بيريس ملاكم فنزويلي.

### أبريل
- 7 أبريل – أوسكار ألبرتو بيريز محقق شرطة وممثل وقائد ثوري فنزويلي.
- 27 أبريل – بوب بيسونت لاعب هوكي جليد كندي.

### مايو
- 1 مايو – خوليو ألفاريز لاعب كرة قدم إسباني.
- 23 مايو – فريدريكا غوزمان

### يونيو
- 1 يونيو – كارلوس زامبرانو لاعب كرة قاعدة فنزويلي.
- 2 يونيو – خوان دياز لاعب تايكوندو فنزويلي.
- 8 يونيو – فيكتور كاستيلو منافِس أوليمبي فنزويلي.

### يوليو
- 6 يوليو – جون كوكس لاعب كرة سلة أمريكي.
- 13 يوليو – باربرا كلارا عارضة فنزويلية.
- 27 يوليو – حزقيال كارلوس بلانكو لاعب كرة طائرة فنزويلي.

### سبتمبر
- 6 سبتمبر – ريتشارد سالازار لاعب كرة قاعدة فنزويلي.
- 24 سبتمبر – فرنسيسكو ليون متسابق ملك جَمال فنزويلي.
- 28 سبتمبر – دانيال فارياس لاعب كرة قدم فنزويلي.

### أكتوبر
- 4 أكتوبر – إيفان ماركيز لاعب كرة طائرة فنزويلي.
- 8 أكتوبر – خوان كارلوس إينفانت لاعب كرة قاعدة فنزويلي.
- 17 أكتوبر – دانيال فلوريس متسابق يخت فنزويلي.
- 23 أكتوبر – دانييلا ألفارادو ممثلة فنزويلية.

### ديسمبر
- 3 ديسمبر – إدوين فاليرو ملاكم فنزويلي.
- 14 ديسمبر – أنخيل غوزمان لاعب كرة قاعدة فنزويلي.
- 26 ديسمبر – عمر إينفانت لاعب كرة قاعدة فنزويلي.

## وفيات

### يوليو
- 30 يوليو – فرناندو باز كاستيلو (مواليد 1893) دبلوماسي فنزويلي.

### سبتمبر
- 28 سبتمبر – رومولو بيتانكور (مواليد 1908)